# Вернор против компании Autodesk
Вернор против компании Autodesk — прецедентный процесс в окружном суде Западного округа Вашингтона в США относительно продажи на условиях так называемого «лицензирования ширпотреба».
Пользователь программного обеспечения Тимоти Вернор (Timothy Vernor) продавал разнообразное «подержанное» программное обеспечение, среди которого была программа для создания чертежей AutoCAD, разработанная компанией Autodesk. Конфликт между Вернором и компанией Autodesk состоял в том, что Вернор выставлял на продажу на платформе eBay эту программу. Компания Autodesk несколько раз пыталась прикрыть бизнес Вернора, связывалась с администрацией сайта eBay и добилась удаления лота. Кроме того, Autodesk подавала иск против Вернора, пытаясь получить с него 10 миллионов долларов штрафа. Но суд не нашёл в действиях Вернора нарушений, и иск был отклонён. Окружной суд Сиэтла принял сторону Вернора. Федеральный Суд в 2008 году постановил, что перепродажа программы Вернором является законной.
Суд постановил, что передача программного обеспечения покупателю материально напоминает продажу по единовременной цене права на бессрочное обладание копией. Это была, по сути, «продажа с ограничениями на использование» права перепродавать копии. Компания Autodesk не может возбудить иск о нарушении авторских прав против Вернора, который хочет перепродавать используемые версии своего программного обеспечения на eBay.
Решение было обжаловано в апелляционном суде Соединенных Штатов Девятого округа, который вынес решение 10 сентября 2010 года, передав дело для дальнейшего разбирательства о претензиях на неправомерное использование авторского права. Девятый окружной суд своим решением утверждал, что его решение является прецедентом, и отметил, что политические соображения, участвующие в этом деле могут повлиять на возможность продавать подержанное программное обеспечения. По решению Апелляционного Суда решение Федерального суда было отменено, так как по мнению суда действия конечного пользователя регулируются соглашением EULA. Это действительно даже в том случае, когда в EULA указываются действия, которые конечный пользователь в качестве лицензиата не должен делать, несмотря на факт владения программой.
Принцип «Вы купили нечто, вы являетесь его владельцем» утверждён в таких организациях, как Electronic Frontier Foundation.

## Претензии
Претензии правообладателей были следующими: при указанных действиях Вернора правообладатели откажутся от своего права контролировать распространение экземпляров своего произведения после первой продажи первоначальному покупателю. Неофициально, владельцы копий охраняемых авторским правом произведений (книг, музыки, и т. д.) имеют право продавать или отчуждать копии произведения без каких-либо ограничений и без необходимости получения разрешения от правообладателя. Вернор утверждал, что он приобрёл «аутентичные, используемые копии» программного обеспечения Autodesk и что он их никогда не открывал и не использовал в пределах своих прав, чтобы перепродать эти копии программного обеспечения без вмешательства со стороны компании Autodesk.
Компания Autodesk утверждала, что копии программного обеспечения лицензируются, а не продаются на стороне. Таким образом, по мнению Autodesk покупатели никогда не были собственниками своих копий и поэтому не имели полномочий на перепродажу программного обеспечения. Таким образом, Вернор нарушил авторские права компании Autodesk, и компания Autodesk в пределах своих прав заблокировала такие продажи.
Важным аспектом этого дела является то, что тот, кто изначально купил программное обеспечение, купил и апгрейд на неё, а затем продал старые версии. Это потенциально ставит конкретный вопрос о законности перепродажи модернизированного программного обеспечения по сравнению с просто продажей подержанного программного обеспечения.

## Противоречивый прецедент
Окружной суд США проанализировал вопрос, продал ли Вернер копию программного обеспечения от Autodesk или лицензию. Если продал копию, то прав Вернор, но если лицензии, то права компания Autodesk.
Суд считал, что загрузка программы в ОЗУ представляет собой создание копии для целей нарушения авторских прав. Суд установил, что это было сделано без объяснения причин и без ссылок на какие-либо подтверждающие прецедент случаи. Суд также определил, что наличие лицензии с ограничениями было «достаточно, чтобы классифицировать сделку как предоставление лицензии на базу данных программное обеспечения, а не продажу базы данных программного обеспечения».
Судья счёл, что господин Вернор мог продавать программное обеспечение, поскольку он мог не соглашаться с условиями лицензии, а условия начинают действовать и появляются только когда вы начинаете устанавливать программу.

## Анализ районного суда
Районный суд отказал в прецедентах, отмеченных выше, чтобы быть в прямой, непримиримый конфликт. Под май, Триада, и стены данных случаях передача программного обеспечения от Autodesk сопровождаются ограничительные лицензии, не будет в продаже и первые продажи учение не будет применяться, и таким образом Вернор не будет иметь права распространять программное обеспечение. Однако в Соединенных Штатах в. мудрый, передача копий по Autodesk программное обеспечение будет рассмотрено продаж, потому что реалии трансфера подразумевает право на вечное обладание копию, и так Вернор будут защищены под президентскую программу. Учитывая противоречивые прецеденты, суд считает необходимым полагаться на самый ранний прецедент, мудрым, и таким образом нашли в Вернора пользу. самый ранний прецедент следует, поскольку коллегия окружных судей связаны пялиться decisis последовать их суда до решения суда и только отходить от них, если произошло вмешательство Верховного Суда прецедент на точку или в полном составе решение окружного держа в противном случае.
Окружной суд также отклонил утверждение о том, что компании Autodesk Вернор была связана условиями лицензии на программное обеспечение ему не нужна или не принимаете. Суд сослался на обоих «острых вопросов» неявного согласия и абсурдность утверждения трансферабельность лицензий, что, по определению его условий, было непередаваемое.

## Анализ 9-го окружного апелляционного суда
Судья Консуэло Каллахан суда Девятого округа решил, что сделка является продажей лицензии. Компания Autodesk сохраняет право собственности на программное обеспечение и накладывает существенные ограничения на передачу: она заявила, что лицензия не подлежит передаче, программное обеспечение не может быть передано или сдано в аренду без письменного согласия компании Autodesk и программа не могла быть передана за пределы страны. ОАС также ввели ограничения в отношении использования программного обеспечения за пределами США.

Ограничения направлены против изменения, перевода или реверс-инжиниринга программного обеспечения, удаление любых фирменных марок из программного обеспечения или документации или преодоления любой защиты от копирования работы. Кроме того, в ОАС предусмотрено прекращение лицензий за несанкционированное копирование или несоблюдение других лицензионных ограничений. Таким образом, поскольку компания Autodesk имеет зарезервированное название для релиза 14 — й версии программы Autocad, то это накладывает существенные ограничения на использование и передачу программы. 
 Таким образом, Вернор был лицензиатом, а не владельцем конкретной копии 14 версии программы и он был не вправе перепродавать её под «доктриной первой продажи». 17 U.S.С. § 109(а). Вернор не получал право собственности на экземпляры и соответственно не мог передать в собственность другим лицам, то есть продать. Вернором нарушено исключительное право на распространение экземпляров своего труда. § 106(3).
Autodesk в 9-м окружном апелляционном суде США выигрывает дело. Девятый окружной суд отметил, что поскольку районный суд опирался на доктрину «первой продажи», согласно которой любой законный покупатель продукта имеет права распоряжаться им так, как ему угодно, то Autodesk злоупотребили авторскими правами и поэтому Девятый окружной суд возвратил вторую претензию для дальнейшего разбирательства.

## Последствия

### Постановление суда
В постановлении районного суда судья пытался согласовать вопросы продаж с доктриной первой продажи в контексте продаж подержанных книг, музыкальных компакт-дисков и DVD-фильмов. Ширпотребовское лицензирование широко используется в попытке ввести разные ограничения. Условия, налагаемые на такие лицензии включают запрет на перепродажу, модифицирование и/или обратный инжиниринг.

В решении Девятого окружного суд излагается краткое содержание вопроса и говорится о том, что Конгресс может внести изменения в законы, если он хочет иметь другие результаты. Анализ суда таков:

«Сегодня мы подтверждаем, что пользователь ПО является скорее обладателем прав на использование (licensee), чем владельцем копии ПО, в связи с чем владелец авторского права (1) указывает, что пользователю дается лицензия, (2) значительно ограничивает возможность пользователя передавать ПО, и (3) накладывает существенные ограничения по использованию ПО»

### Последствия решений суда
К последствиям, касающимся решению суда может привести увеличение судебных споров, так как поставщики программного обеспечения будут стараться найти способы, чтобы ограничить продажи секонд-хенда программного обеспечения, а также других владельцев интеллектуальной собственности. Некоторые продавцы опасаются, что решение суда способно повлиять также на продажи подержанных видеоигр.
На 1 октября 2010 года, Вернор подал ходатайство о прекращении дела. Компания Autodesk представила свой ответ 10 ноября 2010 года. Девятый окружной суд отклонил эту просьбу 18 января 2011 года. В Верховном Суде Вернору отказано в ходатайстве об истребовании дела в октябре 2011 года.